# Долинка (Володимирський район)
Доли́нка — село в Україні, в Іваничівській селищній громаді Володимирського району Волинської області. Населення становить 202 осіб (2019 рік).

## Географія
Село розташоване на північно-західній стороні від загальнозоологічного заказнику Павлівського.

## Історія
До 30 червня 2017 року село входило до складу Іваничівської селищної ради Іваничівського району Волинської області.

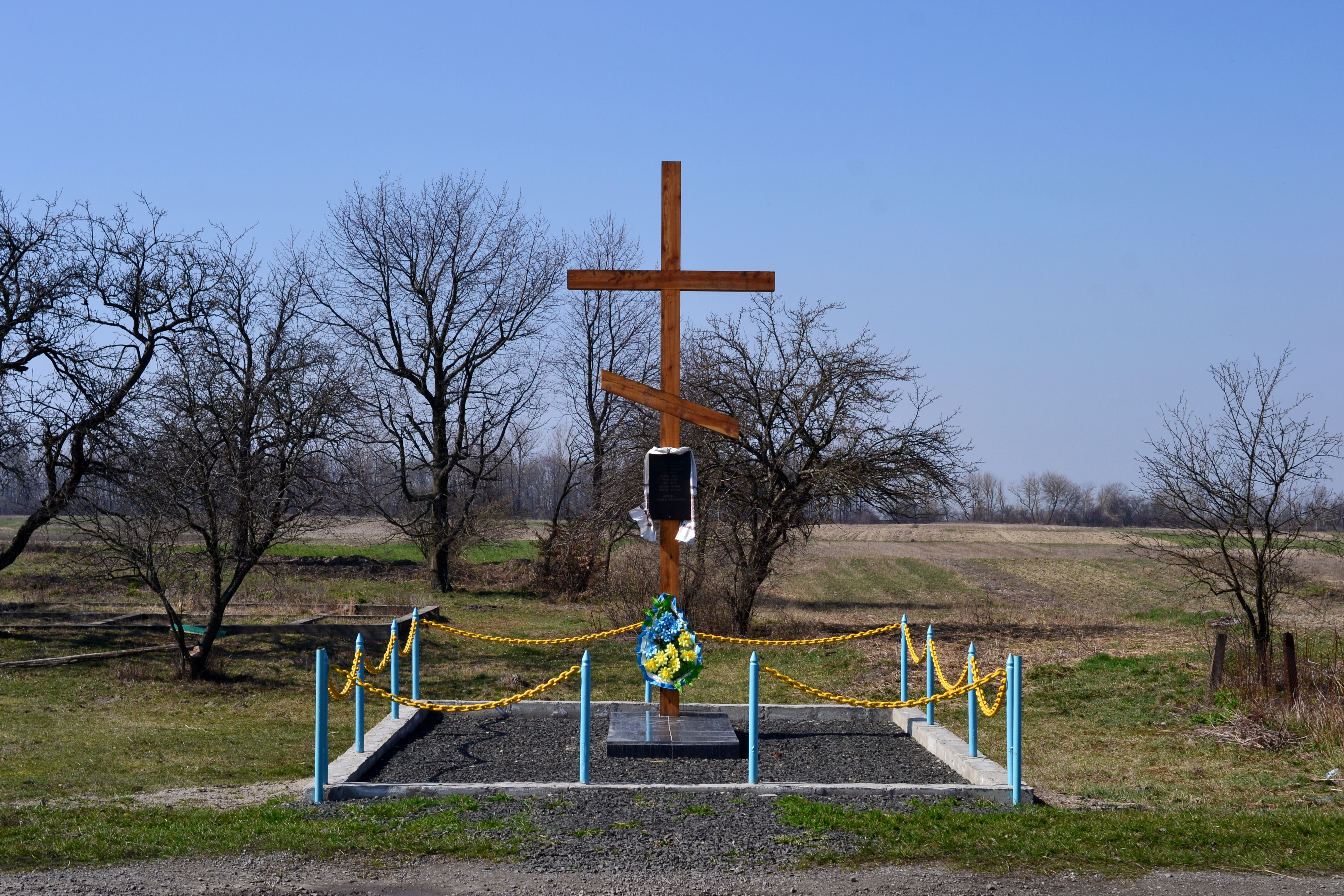
Могила братська 3 воїнів УПА з сотні «Ягоди» (на південній околиці села, біля дороги)

Після ліквідації Іваничівського району 19 липня 2020 року село увійшло до Володимир-Волинського району.

## Населення
Згідно з переписом УРСР 1989 року чисельність наявного населення села становила 255 осіб, з яких 114 чоловіків та 141 жінка.
За переписом населення України 2001 року в селі мешкали 264 особи.

### Мова
Розподіл населення за рідною мовою за даними перепису 2001 року:
| Мова       | Кількість | Відсоток |
| ---------- | --------- | -------- |
| українська | 263       | 99.25%   |
| російська  | 2         | 0.75%    |
| Усього     | 265       | 100%     |